# Mulyasari (Agrabinta)
Mulyasari is een bestuurslaag in het regentschap Cianjur van de provincie West-Java, Indonesië. Mulyasari telt 1976 inwoners (volkstelling 2010).